# Mathias von Brudzewo-Mielzynski

Mathias von Brudzewo-Mielzynski (1907)

Mathias von Brudzewo-Mielzynski (Pseudonym: Nowina Doliwa; * 13. Oktober 1869 als Maciej Ignacy Przecław Mielżyński in Köbnitz (Chobienice) bei Bomst, Provinz Posen; † 9. Januar 1944 in Wien) war ein polnischer Politiker und  Offizier, zuletzt Oberstleutnant der Kavallerie sowie polnischer Führer im Dritten Polnischen Aufstand in Oberschlesien (1921) sowie Mitglied des deutschen Reichstages (1903–1914).

## Leben
Mathias war der Sohn von Joseph von Brudzewo-Mielzynski (1824–1900), einem Rittergutsbesitzer und Mitglied im Preußischen Herrenhaus. Er besuchte das Gymnasium in Berlin, Schneidemühl und Lissa. Nach der Schule studierte er an der Universität München und war Kunstmaler in München. Es folgte sein Dienst als Offizier im Garde Leib-Kürassier-Regiment „Großer Kurfürst“ (Schlesisches) Nr. 1 in Breslau. 1896 verließ er das Regiment à la suite auf ein Jahr. Nach seinem Abschied 1897 war er auf seinem Rittergut Köbnitz (Chobienice) als Landwirt tätig. Ebenfalls arbeitete er für polnische Zeitungen im politisch-literarischen Bereich als Publizist.
Bei den Reichstagswahlen des Deutschen Kaiserreiches wurde er 1903 über die Polnische Liste im Wahlkreis Regierungsbezirk Posen 2 (Kreis Samter, Kreis Birnbaum, Kreis Obornik und Kreis Schwerin (Warthe)) als Abgeordneter in den Deutschen Reichstag gewählt.
Am 4. Januar 1914 legte er sein Mandat nieder. Sein Nachfolger als Abgeordneter wurde der Posener Prälat Joseph Klos (1870–1938). Sein Rücktritt erfolgte wegen einer Mordanklage. Mielzynski erschoss in Dakowy Mokre seine Ehefrau und seinen Neffen aufgrund einer ehebrecherischen Beziehung.
Während seiner Führungsrolle im Dritten Oberschlesischen Aufstand 1921 trug er das Pseudonym Nowina Doliwa.

## Trivia
- Taufpate von Bernhard zur Lippe-Biesterfeld, dem späteren Prinzen der Niederlande.

## Werke
- Wspomnienia i przyczynki do historji 3-go powstania górnośląskiego (deutsch: „Erinnerungen und Beiträge zur Geschichte des 3. oberschlesischen Aufstandes“). Selbstverlag, Mikołów 1931.